# Лодзинське воєводство
Лодзинське воєводство — одне з 16 воєводств Польщі. Розташоване у центрі країни. Столицею (адміністративним центром) воєводства є місто Лодзь. У місцевості Пйонтек розташований геометричний центр Польщі.

## Історія
Історія більшості цієї території подібна історії всієї Мазовії. Столицею і головним промисловим центром воєводства є місто Лодзь. Воно отримало міські права в XV столітті і до 1798 року належало вроцлавецьким єпископам.
Після рішення Віденського конгресу у 1815 році Лодзь, як і багато міст Польщі, відійшов до складу російських територій Царства Польського. На початку XIX ст. почали будуватися в Лодзі перші прядильні і ткацькі фабрики.  20 вересня 1820 року указом намісника міста, Лодзь було оголошене фабричним містом — в 1821 році була заснована суконна фабрика Нове Місто, продовженням якої в 1824 році з'явилася ткацька фабрика Лодзь. Пізніше з міста почали експортувати тканини на російський ринок, настав бурхливий розквіт текстильної промисловості і до кінця XIX століття тут вже працювали найбільші в світі текстильні фабрики.
30 липня 1865 року місцева влада отримала дозвіл прокласти залізницю, що сполучатиме Лодзь і Колюшки, яка була пущена в експлуатацію 19 вересня. Пасажирські поїзди почали регулярно курсувати з 1 червня 1866 року.
6 жовтня 1888 року в будівлі готелю «Вікторія» був заснований перший в Лодзі професійний театр. Зараз тут знаходиться сучасний кінотеатр «Полонія». 24 грудня 1898 року в Лодзі був запущений перший електричний трамвай. 20 серпня 1903 року в Лодзі було створено Польське Театральне Товариство. З 1908 року у Лодзі почав діяти найбільший у Польщі банк. У 1919 році було створено Лодзинське воєводство, а його першим воєводою став Антоні Каменських.

### Лодзинське гетто
Під час окупації Польщі гітлерівською Німеччиною і утворення на її території Рейсгау Вартеланд, 8 лютого 1940 року було створено одне з найбільших гетто — Лодзинське.
До початку Другої світової війни на території міста проживала велика єврейська громада, яка складала 34 % від усього населення Лодзі. З перших днів окупації почали діяти порядки місцевого райхскомісаріату, які стосувалися насамперед євреїв. Наприкінці 1939 — на початку 1940 року було вирішено про створення Лодзинського гетто для євреїв у трьох районах Лодзі: в Старому Місті (пол. Stare Miasto), в бідному єврейському кварталі Балуті (пол. Baluty) та в передмісті Марисін (пол. Marysin). Офіційну назву «Ліцманштадтське гетто» ця зона відчуження отримала 8 лютого 1940 року. До Лодзинського гетто також були депортовані євреї з Австрії, Богемії та Моравії, Словаччини, Люксембургу. Ізольовані люди розміщувалися на площі 4 км², відокремленій колючим дротом та високим парканом від зовнішнього світу. Загальна кількість людей у зоні складала 200 000 осіб. Постійна нестача їжі, води, теплого одягу, взуття та дрів для опалення призвела до масової смертності серед ув'язнених. Приблизно 40 000 осіб, за час існування гетто, померли.
У гетто була двошарова система керування. Охороною периметру та виходу із зони гетто займалися німецький райхскомісаріат та поліція. Усі рішення приймалися також райхскомісаріатом. У самій зоні, підпорядковуючись адміністрації райхскомісаріату, керувало єврейське самоуправління Юденрат (нім. Judenrat). Головою старійшин Юденрату був Мордехай Хаїм Румковський, який за свою жорстокість до власного народу мав прізвисько Хаїм Грозний. Юденратом контролювалася їжа, керування школами, лікарнями, розподілом житла. Голови старійшин мали повноваження над економічною, юридичною та адміністративною структурами в зоні гетто. У поліції гетто служило 1 200 осіб. Голови старійшин мали також повноваження створювати нові підприємства, на яких євреї часто працювали за їжу. Здебільшого на цих підприємствах виробляли військову продукцію на потреби німецької армії.

### Марка лодзинського гетто
Див. Марка лодзинського гетто

#### Післявоєнний період
Наприкінці Другої світової війни у Лодзі залишилось менше ніж 300 000 жителів.  Під час адміністративного поділу 18 серпня 1945 регіон Лодзь отримав статус воєводства. Першим післявоєнним воєводою став Ян Дуб-Коціол. В післявоєнний час до 1948 року Лодзь виконувало функції столиці Польщі.
На початку комуністичного режиму в Польщі багато підприємців та промисловців втратили свій вплив і керування на маси, завдяки націоналізації приватних компаній. З 1960 по 1990 рр. було побудовано ряд великих панельних житлових будинків в районах Реткінії, Теофіліва, Відзева, Радогоща і Хойни, що охоплюють площу майже 30 км².
1 січня 1999 року внаслідок нової адміністративної реформи колишні Лодзьке та Серадзьке воєводства, а також частини колишніх Пйотрковського, Скерневицького, Плоцького, Каліського, Ченстоховського, Конінського та Радомського воєводств утворили єдине Лодзинське воєводство.

### У 1975—1998рр.

#### Чисельність населення по роках
- 1975 — 1 079 200
- 1980 — 1 127 800
- 1985 — 1 149 100
- 1990 — 1 139 500
- 1995 — 1 116 300
- 1998 — 1 099 700

## Географія
Площа — 18 218,95 км². Лісистість Лодзького воєводства найнижча у всій Польщі — 21,2 %, що пояснюється високим розвитком міських зручностей.

### Розміщення
Лодзьке воєводство розташоване у південно-центральній Польщі. Межує:
- на заході з Великопольським воєводством,
- на півдні з Опольським, Сілезьким та Свентокшиським воєводствами,
- на сході з Мазовецьким воєводством,
- на півночі з Куявсько-Поморським воєводством.

### Топографія
З півночі на південь область простягнулася на 172 км або на 1°33'03". Зі сходу на захід — на 179 км або 2°35'05".
Координати крайніх точок:
- Північна 52° 23'38 "
- Південна 50° 50'35 "
- Західна: 18° 04'28 "
- Східна: 20° 39'33 "

## Міста

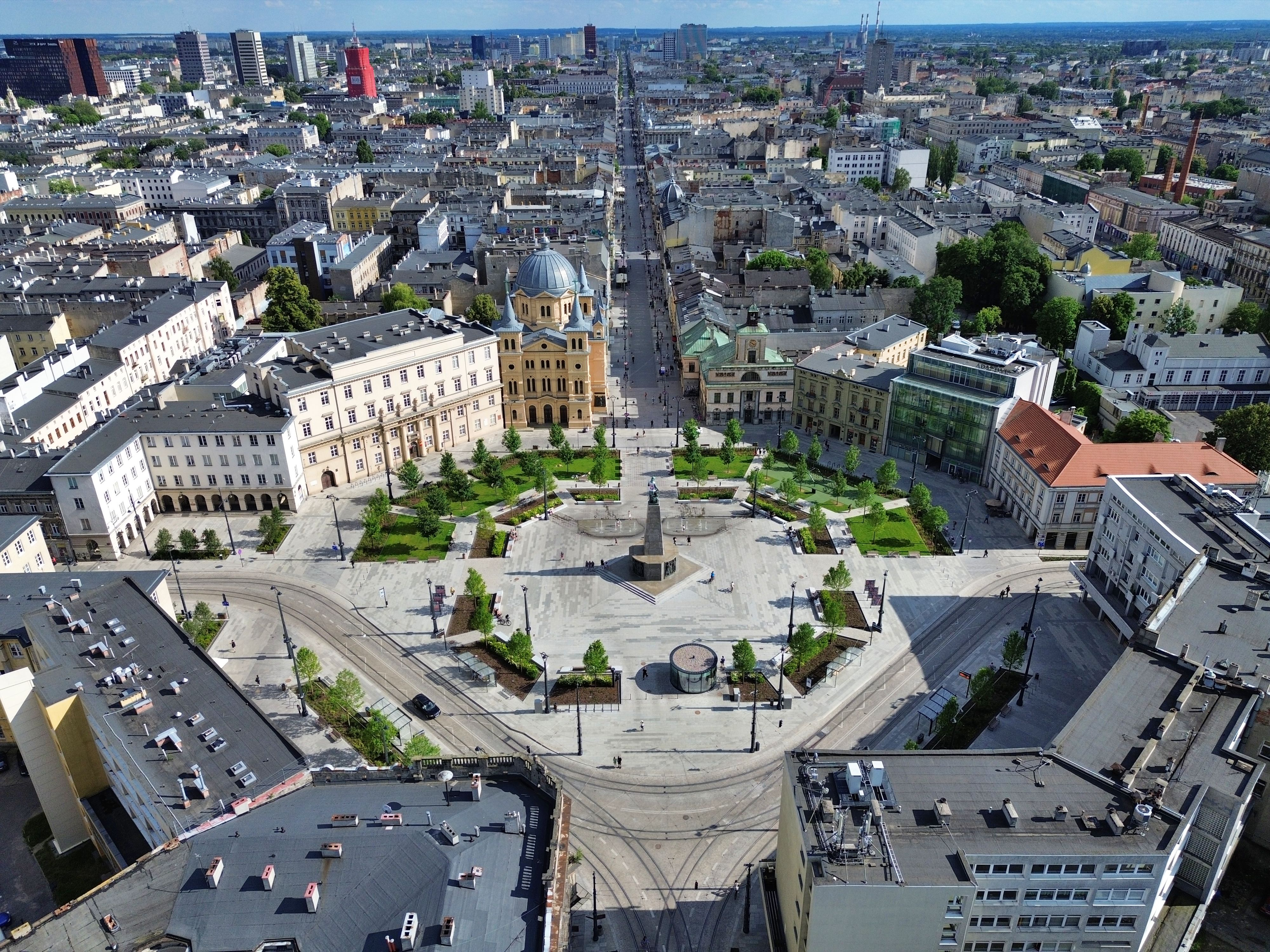
Лодзь

У воєводстві 44 міста, зокрема 3 міста на правах повітів. Ось найбільші міста воєводства станом на 30 червня 2014:
| Місто                   | Населення | Площа  |
| ----------------------- | --------- | ------ |
| Лодзь                   | 708.554   | 293,25 |
| Пйотркув Трибунальський | 75.732    | 67,24  |
| Паб'яніце               | 67.462    | 32,99  |
| Томашів Мазовецький     | 64.712    | 41,3   |
| Белхатув                | 59.469    | 34,64  |
| Згеж                    | 57.458    | 42,33  |
| Скерневиці              | 48.693    | 36,08  |
| Кутно                   | 48.123    | 33,59  |
| Радомсько               | 47.560    | 51,43  |
| Здунська Воля           | 43.430    | 24,57  |
| Сєрадз                  | 43.195    | 51,22  |
| Лович                   | 29.280    | 23,42  |
| Велюнь                  | 23.451    | 16,87  |
| Опочно                  | 22.100    | 24,75  |
| Олександрів Лодзький    | 21.257    | 13,82  |
| Озорків                 | 20.136    | 15,46  |

## Демографія
Згідно з даними від 30 червня 2014 року воєводство мало 2 508 464 мешканців.
Відомості від 30 червня 2014:
| Опис                         | Загалом       | Загалом       | Жінки         | Жінки         | Чоловіки      | Чоловіки      |
| ---------------------------- | ------------- | ------------- | ------------- | ------------- | ------------- | ------------- |
| одиниця                      | осіб          | %             | осіб          | %             | осіб          | %             |
| населення                    | 2 508 464     | 100           | 1 312 958     | 52            | 1 195 506     | 48            |
| поверхня                     | 18 218,96 km² | 18 218,96 km² | 18 218,96 km² | 18 218,96 km² | 18 218,96 km² | 18 218,96 km² |
| густота залюднення (душ/км²) | 138           | 138           | 72            | 72            | 66            | 66            |

- Вікова піраміда мешканців лодзького воєводства на 2021 рік

(синім кольором - жінки, чорним - чоловіки)

## Адміністративний поділ
| п/п   | Герб | Повіт                   | Головне місто           | Плща [км²] | Людність (30 червня 2014) | Густота залюднення [осіб/км²] |
| ----- | ---- | ----------------------- | ----------------------- | ---------- | ------------------------- | ----------------------------- |
| 1     |      | Белхатівський           | Белхатув                | 967,60     | 113.157                   | 117                           |
| 2     |      | Брезинський             | Бжезіни                 | 358,56     | 30.909                    | 86                            |
| 3     |      | Кутнівський             | Кутно                   | 886,86     | 100.194                   | 113                           |
| 4     |      | Ласький                 | Ласьк                   | 618,23     | 50.670                    | 82                            |
| 5     |      | Ленчицький              | Ленчиця                 | 772,75     | 51.469                    | 67                            |
| 6     |      | Ловицький               | Лович                   | 988,17     | 80.144                    | 81                            |
| 7     |      | Східнолодзький          | Лодзь (Łódź)            | 499,76     | 69.991                    | 140                           |
| 8     |      | Опочинський             | Опочно                  | 1040,19    | 77.919                    | 75                            |
| 9     |      | Паб'яницький            | Паб'яніце               | 492,18     | 119.596                   | 243                           |
| 10    |      | Паєнчанський            | Паєнчно                 | 803,82     | 52.390                    | 65                            |
| 11    |      | Пйотрковський           | Пйотркув Трибунальський | 1428,74    | 91.568                    | 64                            |
| 12    |      | Поддембицький           | Поддембіце              | 881,21     | 41.836                    | 47                            |
| 13    |      | Радомщанський           | Радомсько               | 1442,57    | 116.039                   | 80                            |
| 14    |      | Равський                | Рава-Мазовецька         | 646,20     | 49.499                    | 77                            |
| 15    |      | Серадзький              | Сєрадз                  | 1490,83    | 119.847                   | 80                            |
| 16    |      | Скерневицький           | Скерневиці              | 753,57     | 38.249                    | 51                            |
| 17    |      | Томашовський            | Томашів-Мазовецький     | 1024,79    | 119.492                   | 117                           |
| 18    |      | Велюнський              | Велюнь                  | 926,48     | 77.542                    | 84                            |
| 19    |      | Верушовський            | Верушув                 | 577,13     | 42.227                    | 73                            |
| 20    |      | Здунськовольський       | Здунська Воля           | 369,23     | 67.834                    | 184                           |
| 21    |      | Згерський               | Згеж                    | 855,18     | 164.916                   | 193                           |
| 22    |      | Лодзь (Łódź)            | –                       | 293,25     | 708.554                   | 2416                          |
| 23    |      | Пйотркув Трибунальський | –                       | 67,24      | 75.732                    | 1126                          |
| 24    |      | Скерневиці              | –                       | 34,41      | 48.693                    | 1415                          |
| Разом | –    | 24                      | 21                      | 18 218,95  | 2 508 464                 | 138                           |

## Наука й освіта
- Університет народного господарства в Кутні
- Музична академія в Лодзі
- Академія образотворчих мистецтв у Лодзі

## Сполучення

### Залізничні перевезення
У воєводстві діють залізниці:
- залізнична лінія № 1 Варшава-Центральна → Катовіце
- залізнична лінія № 3 Варшава-Західна → Франкфурт-над-Одрою
- залізнична лінія № 4 Гродзиськ-Мазовецький → Заверче
- залізнична лінія № 11 Скерневиці → Лович-Головний
- залізнична лінія № 12 Скерневиці → Луків
- залізнична лінія № 14 Лодзь-Каліська → Борщ
- залізнична лінія № 15 Беднари → Лодзь-Каліська
- залізнична лінія № 16 Лодзь-Видзів → Кутно
- залізнична лінія № 17 Лодзь-Фабрична → Колюшки
- залізнична лінія № 18 Кутно → Пила-Головна
- залізнична лінія № 22 Томашів-Мазовецький → Радом
- залізнична лінія № 24 Пйотркув-Трибунальський → Белхатув → Заріччя
- залізнична лінія № 25 Лодзь-Каліська → Дембиця
- залізнична лінія № 33 Кутно → Бродниця
- залізнична лінія № 53 Томашів-Мазовецький → Спала
- залізнична лінія № 131 Хоржув-Батори → Тчев
- залізнична лінія 181 Нові Герби → Олешниця
- залізнична лінія No. 458 Лодзь-Фабрична → Лодзь-Видзів
- Вузькоколійка Рогів — Рава — Біла

### Повітряні перевезення
Діють такі летовища:
- Летовище Горщанів — з багатофункціональною трав'яною поверхнею
- Летовище Каменськ-Орла Гора — промислове з асфальто-бетонним покривом
- Летовище Ленчиця-Велика Лежниця — військова повітряна база
- Аеропорт Лодзь Люблинек — щоденно приймає та відправляє літаки у внутрішньому та міжнародному сполученнях
- Ласк — військовий повітряна база, що може приймати громадянські літаки
- Пйотркув Трибунальський — багатофункціональний з асфальтобетонною поверхнею
- Томашів Мазовецький — військова повітряна база

## Промисловість
- Лодзький промисловий округ
- Петриківсько-Белхатівський промисловий округ